# 萬卡爾基區
萬卡爾基區（西班牙語：Distrito de Huancarqui），是秘魯的一個區，位於該國南部阿雷基帕大區的卡斯蒂利亞省，面積803.65平方公里，海拔高度610米，2005年人口1,682，人口密度每平方公里2.1人。